# Olympische Sommerspiele 1932/Turnen – Keulenschwingen (Männer)
Der Wettkampf im Keulenschwingen der Männer bei den Olympischen Sommerspielen 1932 in Los Angeles fand vom 9. August im Los Angeles Memorial Coliseum statt.
Olympiasieger wurde der US-Amerikaner George Roth, vor seinen Landsmännern Philip Erenberg und William Kuhlemeier. Der einzige weitere Starter, der Mexikaner Francisco José Álvarez aus Mexiko, belegte den vierten Platz.

## Format
Alle Starter mussten zwei Turnkeulen mit einem Gewicht von jeweils 1,5 kg für mindestens vier Minuten schwingen. Ein Jury vergab für die Ausführung Punkte.

## Ergebnisse
| Rang | Athlet                 | Nation             | Punkte |
| ---- | ---------------------- | ------------------ | ------ |
| 1    | George Roth            | Vereinigte Staaten | 26,9   |
| 2    | Philip Erenberg        | Vereinigte Staaten | 26,7   |
| 3    | William Kuhlemeier     | Vereinigte Staaten | 25,9   |
| 4    | Francisco José Álvarez | Mexiko             | 25,4   |